# Prohibityny
Prohibityny – związki chemiczne wytwarzane przez rośliny działające toksycznie na pasożyty. Niejednorodna grupa substancji, wśród których są związki fenolowe, alkaloidy i terpenoidy. Wykazują zdolność do hamowania kiełkowania wzrostu zarodników grzybów, ograniczają wzrost strzępek grzybów, hamują rozwój bakterii oraz namnażanie się wirusów.
Właściwości prohibityn wykazują terpenoidy obecne w olejkach eterycznych wytwarzanych przez drzewa iglaste. Podobną rolę odgrywają alkaloidy i flawonoidy wytwarzane przez rośliny motylkowate. Działanie prohibityn może obejmować nie tylko organizm gospodarza, lecz także środowisko wokół niego. Związki syntetyzowane są w odpowiedzi na atak patogenu w wyniku odebrania sygnału hormonalnego.